# MAGIC JAM
『MAGIC JAM』（マジック・ジャム）は、2023年4月3日から2025年3月27日までZIP-FMで放送されていたラジオ番組である。
2023年3月31日に行われた番組改編に伴い放送開始｡Twitter（後のX）で公式に用いられるハッシュタグは「#まぎじゃむ」

## 概要
日没前に空が幻想的な色に染まる時間“MAGIC HOUR”に、最新の音楽と今日届いた気になるトピックスを詰め込んだプログラム。
毎回ゲストを迎えて、最新情報をお聞きするトークジャムセッションもお届け！家路に向かう渋滞に巻き込まれる時間に魔法をかけて、日中を振り返る素敵なひとときを演出する。
新番組の内容（高木マーガレットからのコメント）

## ナビゲーター
- 高木マーガレット

代演のナビゲーター
- 2023年12月19日から21日にかけての放送時は、高木がインフルエンザに罹患したために休演した[2]。
  - 12月19日（火）の代演：MEGURU[3]
  - 12月20日（水）の代演：コーリア留奈[4]
  - 12月21日（木）の代演：AZUSA[5]
- 2024年11月13日から14日にかけての放送時は、高木が新型コロナウイルス感染症に罹患したために休演した[6]。
  - 11月13日（水）の代演：神原真理[7]
  - 11月14日（木）の代演：矢方美紀[8]

## 放送時間
- 毎週月曜 - 木曜 16:30 - 19:00

## タイムテーブル
| 時間         | コーナー・ショートプログラム      | 曜日        |
| ------------ | --------------------------------- | ----------- |
| 16:30        | 放送開始                          |             |
| 16:40〜16:42 | Weather                           | 月曜 - 木曜 |
| 16:42〜16:44 | Traffic（ジャパンレンタカー）     | 月曜 - 木曜 |
| 16:47〜      | Clip out                          | 月曜 - 木曜 |
| 17:05〜17:10 | PEANUTS DICTIONARY                | 月曜 - 木曜 |
| 17:13〜17:15 | News（ゴルフ倶楽部大樹）          | 月曜 - 木曜 |
| 17:17〜      | MAGICAL DRIVE（MINI豊橋）         | 水曜        |
| 17:26〜17:28 | Traffic                           | 月曜、水曜  |
| 17:26〜17:28 | Traffic（司企業）                 | 火曜、木曜  |
| 17:30〜      | MEET’N’JAM                        | 月曜 - 木曜 |
| 18:00〜18:10 | PICK UP SHOPPING                  | 月曜 - 木曜 |
| 18:17〜18:19 | Weather（くらしのマーケット）     | 月曜        |
| 18:17〜18:19 | Weather                           | 火曜、木曜  |
| 18:17〜18:19 | Weather（FANCL）                  | 水曜        |
| 18:25〜18:27 | DAILY MUSIC PRESS（豊田自動織機） | 月曜 - 木曜 |
| 18:28〜18:38 | Soundnova                         | 月曜 - 木曜 |
| 18:40〜18:42 | Traffic（NEXCO中日本）            | 月曜 - 木曜 |
| 18:44〜      | MAGIC REPORT                      | 月曜 - 木曜 |

## コーナー・ショートプログラム

### メインテーマ
日々届けられているニュースから高木が気になったニュースをピックアップ。そのニュースに関連したメッセージテーマを決定している。メッセージの募集は公式ウェブサイトの他にTwitterとInstagramのストーリーズでも募集を行い、番組内で紹介していく。
また、メインテーマと合せて、リスナーの「自分ニュース」をオンエア中を通して募集、紹介をしていく。

### 「Clip out」
気になったニュースを切り抜いて紹介。このプログラムは高木マーガレットが気になったニュースを複数ピックアップ。

### 「MEET’N’JAM」
トークのジャムセッションをしながら、ゲストの新たな魅力を引き出していく。コーナー開始後、ゲストが最近気になったモノ出来事など自分に纏るニュースを「自分ニュース」として訊き出してトークセッションを行う。

### 「PEANUTS DICTIONARY」[注 3]
スヌーピーを愛してやまない高木マーガレットがチャールズ・M・シュルツによる漫画『ピーナッツ』（英: Peanuts）の物語に出てくる英語の名台詞の中から名言をピックアップしてわかりやすくワンポイント英語として翻訳・紹介している。
紹介された名言は漫画と合せてMAGIC JAM (@MagicJam778) - X（旧Twitter）にアップされる。
合わせて ZIP-FM Podcast PEANUTS DICTIONARY - Spotify にも配信される。

### 「DAILY MUSIC PRESS」
気になる音楽ニュースをピックアップする。名古屋のどこかにあるDAILY MUSIC PRESSの編集室では音楽ニュースのトップ記事を探すためにマギー編集長が日々奮闘している。
寸劇風のコーナーでメンバーが探してきた複数の記事からマギー編集長がトップ記事ひとつをピックアップする。
月・火・水・木の４チームで構成、チームメンバーは各3名。チーム以外に8名在籍している様だが各メンバーはそれぞれ1回しか登場していない。
マギー編集用が不在のときに編集長代理が派遣されて指揮をとる。
DAILY MUSIC PRESSの編集室　のチームとメンバー
- マギー編集長

- 月曜チーム
  - アンソニー
  - ジョーンズ
  - アンミカ
- 火曜チーム
  - ホワイト
  - エマ
  - ジョー
- 水曜チーム
  - アレキサンダー（るなぴ編集長代理：アレキサンダっち）
  - ジョン（るなぴ編集長代理：ジョンぴ）
  - ヴィクトリア（るなぴ編集長代理：トリちゃん）
- 木曜チーム
  - オビワン
  - グリーヴァス
  - ウィンドゥ

- 他のメンバー
  - シャルマ（2023年4月11日）
  - ジャックス（2023年4月11日）
  - エミリー（2023年4月11日）
  - ジェシカ（2023年4月18日）
  - アグン（2023年4月18日）
  - キアヌ（2023年4月18日）
  - ルイス（2023年4月25日）
  - オコエ（2023年5月2日）

- 編集長代理（マギー編集長が不在のとき）
  - MEGURU編集長代理（2023年12月19日放送）代理：マギー編集長がスーパーに野菜を買いに行って帰って来ないので
  - るなぴ編集長代理（2023年12月20日放送）代理：マギー編集長がお腹を壊してお休み
  - AZUSA編集長代理（2023年12月21日放送）代理：マギー編集長がタンスの角に足の小指をぶつけて家から出られない
  - マリリン（文芸部）編集長代理［CV：神原真理］（2024年11月13日放送）代理：マギー編集長が休暇中
  - やかてぃ（スポーツ部）編集長代理［CV：矢方美紀］（2024年11月14日放送）代理：マギー編集長はバナナの皮で滑って落とし穴に落ちて行った

- DAILY MUSIC PRESS で開発された最新AI
ホリデーシーズンの編集室はマギー編集長以外は全員お休みをしている。代わりに同名のAI達が仕事をこなしている。
AI達は自分がAIだという認識が無かったが2025年1月1日にマギー編集長から真実を知らされた。
下記以外のAIも未確認ながら存在をマギー編集長は示唆している。
2025年1月2日にはすべてのAIがフリーズして動かなくなってしまった。
  - まっじー（2024年12月30日登場するも、マギー編集長のジョークでフリーズ）
  - ホワイト（2024年12月31日登場）
  - エマ（2024年12月31日登場）
  - ジョー（2024年12月31日登場）
  - アレキサンダー（2025年1月1日登場）
  - ジョン（2025年1月1日登場）
  - ヴィクトリア（2025年1月1日登場）

### 「MAGIC REPORT」
高木マーガレットが気になった事を紹介する。
「今週の○○」として近々来日公演をする海外アーティストと楽曲を紹介する期間限定のミニコーナーがある｡

### 「MAGICAL DRIVE」
MINI豊橋の車に乗ってZIPエリアのオススメドライブスポットを紹介する。

## 期間限定コーナー
- 2023年6月5日(月)～6月8日(木)、【映画『リトル・マーメイド』Part of Your World】の魅力をお伝えする (18:10～18:15放送予定)
- 2023年7月10日(月)〜9月25日(月)、『今週の salem ilese』（毎週月曜 17:05頃〜）2023年10月9日(月)Billboard Live大阪、11日(水) Billboard Live東京でライブが行われる salem ilese の楽曲を紹介する
- 2023年7月11日(火)〜9月26日(火)、『今週の joan』（毎週火曜 17:05頃〜）2023年9月21日(木) 渋谷WWWX でライブが行われる joan の楽曲を紹介する
- 2023年7月12日(水)〜9月27日(水)、『今週の Rex Orange County』（毎週水曜 17:05頃〜）2023年10月5日(木)  豊洲PIT でライブが行われる Rex Orange County の楽曲を紹介する
- 2023年7月13日(木)〜2024年2月15日(木)、『Taylor’s Story』（毎週木曜 17:05頃〜）2024年2月7・8・9・10日の4日間、THE ERAS TOUR を東京ドームで来日公演を行う Taylor Swift の魅力を紐解くコーナー。Taylor Swift の魅力と言えば、彼女の人生観が落とし込まれた楽曲達。彼女の楽曲には友だち・恋人・家族などプライベートで経験してきたリアルな体験がそのまま反映されている。その楽曲を紐解いて彼女の人生観・人柄が解る Taylor Swift ストーリーをお届する
- 2023年7月17日(月)〜7月20日(木)、【ディズニー・オン・アイス 「100Years of Wonder」】の魅力をお伝えする
- 2023年8月限定、LIFULL 介護『USEFUL STORY』（毎週月曜〜木曜 18:05～18:15）介護に関する気になるトピックスと往年の名曲を紹介する。
- 2023年10月2日(月)〜11月27日(月)、『今週の Marshmello』（毎週月曜 17:05頃〜）2023年12月6日(水)、7日(木) 東京ガーデンシアター、12月9日(土)、神戸ワールド記念ホールでライブが行われる Marshmello の楽曲を紹介する
- 2023年10月3日(火)〜11月28日(火)、『今週の The Aces』（毎週火曜 17:05頃〜）2023年11月15日(水) 東京・duo MUSIC EXCHANGEでライブが行われる The Aces の楽曲を紹介する
- 2023年10月4日(水)〜11月29日(水)、『今週の Måneskin』（毎週水曜 17:05頃〜）2023年12月2日(土)、3日(日)東京・有明アリーナ、2023年12月5日(火)東京ガーデンシアター、2023年12月7日(木)神戸ワールド記念ホール 、でライブが行われる Måneskin の楽曲を紹介する
- 2023年11月13日(月)〜11月23日(木)、『TOYOTA SPECIAL RALLY WEEKS』(月〜木 17：00〜17：10頃)世界最高峰のモータースポーツのひとつ“ラリー”の魅力に迫る
- 2023年12月4日(月)〜2024年1月29日(月)、『今週の Queen + Adam Lambert』（毎週月曜 17:05頃〜）2024年2月4日(日)愛知・バンテリンドームナゴヤ、2月7日(水)大阪・京セラドーム大阪、2月10日(土)北海道・札幌ドーム、2月13日(火)・14日（水）東京・東京ドーム、で THE RHAPSODY TOUR が行われる Queen + Adam Lambert の楽曲を紹介する
- 2023年12月5日(火)〜2024年1月30日(火)、『今週の Owl City』（毎週火曜 17:05頃〜）2024年2月5日 (月) 東京・Zepp Shinjuku、2月6日 (火) 名古屋・NAGOYA CLUB QUATTRO、2月7日 (水) 大阪・BIGCAT でライブが行われる Owl City の楽曲を紹介する
- 2023年12月6日(水)〜2024年1月31日(水)、『今週の Ed Sheeran』（毎週火曜 17:05頃〜）2024年1月27日 (土)・28日（日） 大阪・京セラドーム、1月31日 (水) 東京・東京ドーム、で Ed Sheeran +-=÷x Tour 2024 が行われる Ed Sheeran の楽曲を紹介する
- 2024年2月1日(木)〜29日(木)、ライフ・プラネット 『MONEY PLAN NAVI』（毎週木曜 18:44〜18:49 MAGIC REPORT枠時間）今だからこそ考えたい、初めての資産運用、上手なお金のためかた増やしかたを紹介する
- 2024年2月5日(月)〜5月20日(月)、『今週の Red Hot Chili Peppers』（MAGIC REPORT 内）2024年5月18日（土）・20日（月）東京：東京ドーム、でライブが行われる Red Hot Chili Peppers の楽曲を紹介する
- 2024年2月6日(火)〜3月26日(火)、『今週の Sum 41』（毎週火曜 17:05頃〜）2024年3月14日（木）北海道：Zepp Sapporo、3月18日（月）神奈川：KT Zepp Yokohama、3月19日（火）愛知：Zepp Nagoya、3月21日（木）広島：BLUE LIVE 広島、3月22日（金）福岡：Zepp Fukuoka、3月23日（土）大阪：インテックス大阪、でライブが行われる Sum41 の楽曲を紹介する
- 2024年2月7日(水)〜3月27日(水)、『今週の All Time Low』（毎週水曜 17:05頃〜）2024年5月7日（火）東京：SHIBUYA Spotify O -EAST、5月8日（水） 愛知：名古屋 CLUB QUATTRO、5月9日（木） 大阪：GORILLA HALL OSAKA、でライブが行われる All Time Low の楽曲を紹介する
- 2024年2月22日(木)〜5月8日(水)、『今週の Niall Horan』（MAGIC REPORT 内）2024年5月15日（水）東京：東京ガーデンシアター、でライブが行われる All Time Low の楽曲を紹介する
- 2024年6月6日(木)〜6月27日(木)、名古屋外語大学『POP UP K-POP』（毎週木曜）おすすめのK-POPアーティストの紹介と流行りの韓国語を学ぶコーナー
- 2024年9月9日(月)〜12日(木)、名古屋米国領事館『EXPLORE THE NEW WORLD』アメリカ留学を経験した方からアメリカ留学で学んだ事楽しさを聞いて紹介するコーナー
- 2024年9月9日(月)〜12日(木)、宇佐美グループ『MAGIC REPORT』高木マーガレットが気になる物・事を紹介するコーナー「MAGIC REPORT」の特別編。この特別編ではサッカー観戦をより楽しむ方法を紹介。サッカー日本代表の遠藤選手のメッセージをご紹介。
- 2024年10月7日(月)〜10日(木)、『PORKTOBER FEST in NAGOYA 2024 supported by ZIP-FM』10月12日(土)から3日間「サカエ ヒロバス」で開催される“アメリカ生まれの食の祭典 PORKTOBER FEST”に出店するお店と注目のメニューをご紹介。
- 2024年12月2日(月)〜5日(木)、映画 モアナと伝説の海２『Go Beyond』、映画『モアナと伝説の海２』の公開を記念してお届け。映画のストーリーにちなみ、主人公モアナのように、みなさんの「何かを乗り越えた経験」や「勇気を出して踏み出した経験」など”Beyond“な経験を紹介。
- 2025年1月22日(水)〜3月12日(水)、ライフ・プラネット 『MONEY PLAN NAVI』（毎週水曜 18:44〜18:49 MAGIC REPORT枠）今だからこそ考えたい、初めての資産運用、上手なお金のためかた増やしかたを紹介する
- 2025年3月17日(月)〜20日(木)、Disney映画『白雪姫』”BEAUTY LIKE SNOW”（18:44〜18:49 MAGIC REPORT枠）あなたの「人のやさしさに触れたエピソード」をご紹介。

## 公開生放送
- 2023年4月3日、名古屋鶴舞公園で開催の ZIP-FM 30th ANNIVERSARY「ZIP OHANAMI STATION」で番組初回オンエアが公開生放送となった｡ゲストナビゲーターには AZUSA & 中川大輔 ｡ゲストアーティストは眉村ちあきを迎えた。[9]
- 2023年10月2日（月）〜10月5日（木）、ZIP-FM 30th ANNIVERSARY STATION from LACHIC でラシック1Fラシックパサージュに期間限定で復活したスタジオラシックで4日間の公開生放送。毎日ゲストナビゲーターが登場。[10]
  - 10月2日（月）ゲストナビゲーター：荒戸完[11]、若林詩恩[12]
  - 10月3日（火）ゲストナビゲーター：小林拓一郎[13]、SEAMO[14]
  - 10月4日（水）ゲストナビゲーター：鉄平[15]、神原真理[16]
  - 10月5日（木）ゲストナビゲーター：BANTY FOOT JUN[17]、クリス・グレン[18]
- 2024年12月5日（木）、「MAGIC JAM from ナナちゃんストリート supported by 名鉄グループ」でDREAMS COME TRUEの中村正人さんをゲスト・ナビゲーターに迎え[19]、ナナちゃんストリート （イベントステージ Bブロック）の特設ステージで2時間半の公開生放送。[20][21]

## 番組グッズなど
- MAGIC ランタン＋JAM キャンドル（2023年6月）
- MAGIC TICKET＋MAGIC LETTER（2023年12月）
- MAGIC グロウラー（2024年6月）
- オリジナルアクリルクリップ（2024年10月、オータムスクエアで物販のみ）
- オリジナルステッカー（2024年10月〜、1日2名）[22]
- マッギーペン［※諸事情によりSNS掲載禁止］（2024年10月〜、1日1名）[22]
- MAGIC THEATER（2024年12月）
- MAGIC DICE 2024ver（2024年12月）
- MAGIC DICE 2025ver（2025年1月）